# (21040) 1990 OZ
1990 أو زد (ويعرف أيضًا باسم (21040) 1990 أو زد وفق تسمية الكوكب الصغير) (بالإنجليزية: 1990 OZ)‏ هو كويكب ضمن حزام الكويكبات؛ وترتيبه 21040 من حيث الاكتشاف.
اكتُشف هذا الجُرم الفلكي بواسطة اليانور إف. هيلين في 20 يوليو 1990.

## وصلات خارجية
- (21040) 1990 OZ في قاعدة بيانات مختبر الدفع النفاث لأجرام النظام الشمسي الصغيرة

- الاكتشاف · مخطط المدار ·  العناصر المدارية · المعلمات المادية

- (21040) 1990 OZ على موقع ويكي سكاي: DSS2, SDSS, GALEX, IRAS, Hydrogen α, X-Ray, Astrophoto, Sky Map, Articles and images